# اوسامو واتانابه
اوسامو واتانابه (渡辺 長武 Watanabe Osamu, زادهٔ ۲۱ اکتبر ۱۹۴۰) کشتی‌گیر آزاد بازنشستهٔ اهل ژاپن است. او در بازی‌های آسیایی ۱۹۶۲ میلادی وارد عرصهٔ بین‌المللی شد و مدت کوتاهی پس از بازی‌های المپیک تابستانی ۱۹۶۴ توکیو صحنه کشتی را ترک کرد و بازنشسته شد. اوسامو در طی سال‌های ورزش خود در ۱۸۶ کشتی در مسابقه‌های ملی و بین‌المللی، نه‌تنها هیچ‌گاه شکست نخورد بلکه حتی در تمامی این مسابقات یک امتیاز هم از دست نداد و در نهایت بدون باخت از دنیای قهرمانی خداحافظی کرد. این دستاورد در تمامی رقابت‌های کشتی آزاد و فرنگی بی‌همتاست، و در رکوردهای جهانی گینس ثبت شده‌است.
وی در مسابقات کشوری و بین‌المللی در مجموع برندهٔ ۴ مدال طلا شده‌است.